# Таки Абдулкарим, Мохаммед
Мохамед Таки Абдулкарим (фр. Mohamed Taki Abdoulkarim, араб. محمد تقي عبد الكريم‎, 20 февраля 1936 — 6 ноября 1998) — президент Комор с 25 марта 1996 года до своей смерти.
В 1970—1975 годах занимал ряд постов в колониальном правительстве автономных Коморских островов. Пользуясь поддержкой главного министра Ахмеда Абдаллы, после провозглашения независимости Комор в 1975 году занял пост министра внутренних дел. Однако через месяц Абдалла был свергнут и бежал в Париж, а Таки был посажен новым правительством Али Суалиха в тюрьму, откуда его освободили наёмники Боба Денара. В 1978 году при поддержке Денара Абдалла вернулся к власти, после чего Таки стал председателем Палаты депутатов. В 1984 году он вступил в конфликт с Абдаллой и эмигрировал во Францию. В 1989 году Абдалла был убит при попытке Денара устроить новый переворот, и власть перешла в руки Саида Мохаммеда Джохара, который отменил однопартийный режим. 
В 1990 году Таки вернулся на родину и выставил свою кандидатуру от оппозиции на первых в стране свободных президентских выборах. Тем не менее, незначительно опережая Джохара в первом туре, во втором он проиграл, получив менее 45 % голосов. С 7 января по 25 июля 1992 года Таки занимал пост премьер-министра, но затем перешёл в резкую оппозицию к Джохару, призвав из-за многочисленных нарушений к бойкоту парламентских выборов в том же году. В 1995 году Джохар был свергнут в ходе очередного переворота, организованного Денаром. 
На сей раз, однако, в ситуацию вмешались французские власти. В ходе военной операции французской армии Денар был арестован, его креатура Комбо Аюба отстранён от власти, а Таки 2 октября был назначен одним из двух исполняющим обязанности президента (совместно с Саидом Али Кемалем). Уже 5 октября, однако, их полномочия были переданы последнему перед переворотом премьер-министру Кааби Эль-Яхруту Мохамеду, а затем вернувшемуся в страну Джохару, который провёл выборы нового главы государства (не участвуя в них сам). На них во втором туре победил Таки, набрав 65,1 % голосов. Через два года Таки скончался, находясь на посту главы государства. Вскоре после этого временный президент Таджидин Бен Саид Массунди был свергнут Азали Ассумани.